# Яремчук Дмитро Назарович
Яремчук Дмитро Назарійович (19 лютого 1976, Пилипець Міжгірського району на Закарпатті) — український естрадний співак (тенор), заслужений артист України (2004), народний артист України (2017). Брат народного артиста України, співака, композитора Назарія Яремчука (молодшого) та співачки Марії Яремчук.

## Життєпис
З дитинства займався музикою. Батьки: Назарій Яремчук, народний артист України, Олена Шевченко, співачка, солістка ВІА «Смерічка».
- 1996 — закінчив Чернівецьке музичне училище, відділ «теорія музики».
- 2001 — закінчив Національну музичну академію, вокальний факультет, клас Костянтина Огнєвого та Кабка Геннадій.
- 1996,1997,1999 — лауреат Х, ХІ, ХІІІ Всеукраїнських фестивалів-конкурсів сучасної естрадної пісні «Пісенний вернісаж».
- 1997 — участь у святкових програмах «Дні культури України в Узбекистані».
- 1998,1999,2000,2001 — лауреат телерадіопроекту «Шлягер року».
- 2000 — Лауреат ІІ премії Міжнародного пісенного конкурсу «Золотий шлягер» (Білорусь).
- 2000 — Гран-прі міжнародного пісенного конкурсу «Доля — 2000» (Україна).
- 2002 — разом з братом Назарієм Яремчуком (молодшим) став засновником Пісенного фестивалю «Родина» імені Назарія Яремчука, присвячений пам'яті та творчості їхнього батька Назарія Яремчука[2][3].
- 2004 — отримав звання «Заслужений артист України».
- 2013 — нагороджений дипломом учасника Всеукраїнської програми «Національні лідери України»[4].
- 2017 — отримав звання «Народний артист України»[5].

Співає сольно, а також у дуеті з братом Назарієм Яремчуком (молодшим). Брати Яремчуки відомі виконанням наступних пісень: «Вишиванка», «Стожари», «Наша доля», «Родина», «Червона рута», «Моя Україна-велика родина», «Хай буде щастя і любов», «Тече вода», «Бажання», «Водограй», «Подарую світу», «Я так люблю, Україно, тобі», «Хай щастить вам люди добрі», «Два кольори», «Пісня про рушник», «Черемшина».
Виконує пісні на музику композиторів: Н.Яремчук (молодший), О.Злотник, В.Івасюк, П.Дворський, І.Поклад, О.Білаш, В. Михайлюка. На слова поетів: О.Ткач, В.Герасименка, Ю. Рибчинський, В. Крищенко, Д.Павличко, В.Івасюк, П.Майборода, Г.Булах, М.Юрійчук, В.Кудрявцев, Н.Яремчук, Н.Яремчук (молодший), В.Матвієнко, А.Малишко, А.Матвійчук.
З концертами разом зі своїм молодшим братом Назарієм Яремчуком об'їздив всю Україну, а також гастролював країнами: США (2008, 2012, 2015), Італія (2009), Узбекистан (1997), Росія (2002), Велика Британія, Ізраїль, Португалія, Іспанія, Італія, Франція, Чехія (2015), Фінляндія (2016).

## Дискографія

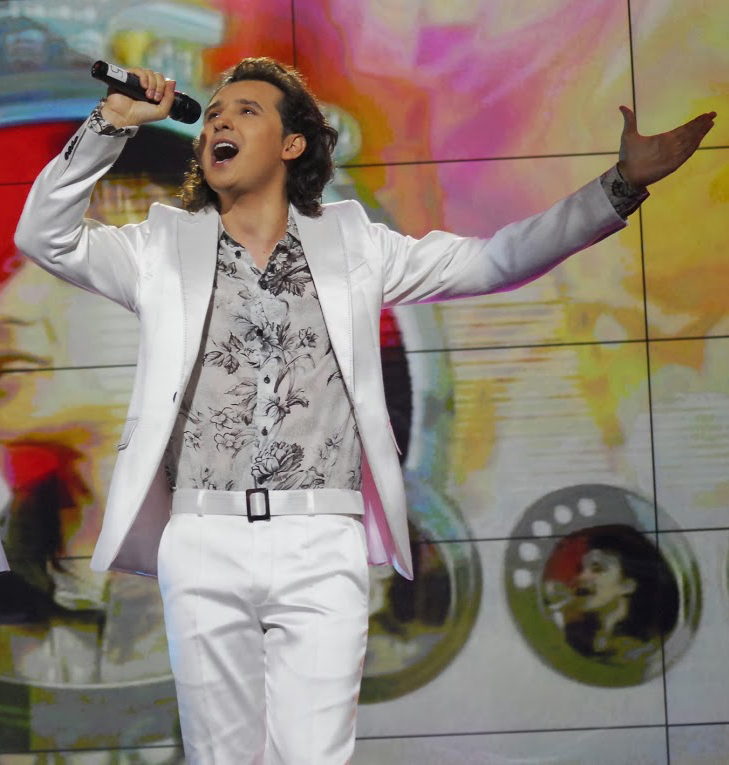
Дмитро на виступі, жовтень 2014 року.

- Дмитро на виступі, жовтень 2014 року."Сонце в твоїх очах" — 2002
- «Родина» [Архівовано 11 січня 2016 у Wayback Machine.] — 2004 (перевидання — 2010)
- «Наша доля» — 2005 (перевидання — 2010)
- «Кращі пісні» — 2010
- «Подарую світу» — 2011